# Liste des maîtres de Livonie
.Cet article est une liste des maîtres de Livonie de l'ordre teutonique.

## Liste des grands-maîtres de l'ordre des chevaliers Porte-Glaive
| Portrait | Nom                     | Début | Fin  | Notes |
| -------- | ----------------------- | ----- | ---- | --- |
|          | Wenno                   | 1204  | 1209 | Il entre en fonction 2 ans après la création de l'ordre. Il conquiert de nombreuses villes en Lettonie mais il est assassiné avec son chapelain à Riga. |
|          | Volkwin                 | 1209  | 1236 | Il meurt à la bataille du Soleil et l'ordre est cédé aux chevaliers teutoniques.                                                                        |
|          | Rutger (provisoirement) | 1236  | 1237 | |

## Liste des maîtres de Livonie
| Portrait | Nom                                                          | Début | Fin  | Notes |
| -------- | ------------------------------------------------------------ | ----- | ---- | --- |
|          | Hermann Balk                                                 | 1237  | 1238 | Il devient le premier maître de Livonie grâce à ses faits militaires en terres baltes bien que déjà connu avec la conquête de la Prusse. |
|          | Dietrich von Grüningen (de)                                  | 1238  | 1241 | Le pape demande à l'ordre de Livonie d'envahir Novgorod. Avec l'aide du Danemark et de Dorpat, les teutoniques occupent Pskov et Izborsk. |
|          | Andreas von Felben                                           | 1241  | 1242 | Il remplace brièvement Grüningen. Les Russes contre-attaquent et il est vaincu par le prince Alexandre Nevski à la bataille du lac Peïpous. Grüningen redevient maître. |
|          | Dietrich von Grüningen (de)                                  | 1242  | 1246 | En 1246, il quitte le poste de maître de Livonie pour devenir maître de Prusse. |
|          | Heinrich von Heimburg                                        | 1246  | 1248 | |
|          | Andreas von Felben                                           | 1248  | 1253 | |
|          | Eberhard von Sayn (intérim)                                  | 1353  | 1354 | |
|          | Anno von Sangershausen                                       | 1254  | 1257 | Après avoir fini sa carrière de maître de Livonie, il devient grand-maître de l'ordre teutonique |
|          | Burchard von Hornhausen                                      | 1257  | 1260 | Après avoir été vice-maître de Prusse, il devient maître de Livonie et de Prusse en 1257. Il meurt le 13 juin 1260 à la bataille de Durbe. |
|          | Georges d’Eichstätt                                          | 1261  | 1261 | |
|          | Werner von Bretthausen                                       | 1261  | 1263 | |
|          | Konrad von Mandern                                           | 1263  | 1266 | |
|          | Otto von Lutterberg                                          | 1267  | 1270 | Il participe aux batailles de Rakvere en 1268 et Karuse en 1270 mais meurt durant cette dernière. |
|          | Andreas von Westfalen (intérim)                              | 1270  | 1270 | |
|          | Walther von Nortecken                                        | 1270  | 1273 | |
|          | Ernst von Ratzeburg                                          | 1273  | 1279 | |
|          | Gerhard von Katzenelnbogen                                   | 1279  | 1280 | |
|          | Konrad von Feuchtwangen                                      | 1280  | 1281 | |
|          | Mangold von Sternberg (it)                                   | 1281  | 1282 | |
|          | Wilken von Endorp                                            | 1282  | 1287 | |
|          | Konrad von Hattstein                                         | 1288  | 1289 | |
|          | Balthasar Holte                                              | 1290  | 1293 | |
|          | Heinrich von Dincklage                                       | 1295  | 1296 | |
|          | Bruno                                                        | 1296  | 1298 | Il meurt à la bataille de Turaida (en) le 1er juin 1298. |
|          | Gottfried von Rogge                                          | 1298  | 1307 | |
|          | Gerhard von Jork                                             | 1309  | 1322 | |
|          | Konrad Kesselhut (intérim)                                   | 1322  | 1324 | |
|          | Reimar Hane                                                  | 1324  | 1328 | |
|          | Eberhard von Monheim (de)                                    | 1328  | 1340 | Il entreprend une désastreuse campagne en Lituanie durant l'hiver 1340 puis démissionne. |
|          | Burkhard von Dreileben (de)                                  | 1340  | 1345 | Il rachète l'Estonie danoise pour 10 000 marks avant la fin de son mandat. |
|          | Goswin von Herreke (de)                                      | 1345  | 1359 | Il ordonne la construction de châteaux et de forteresses en Estonie et dans l'évêché de Dorpat. |
|          | Andreas von Steinberg (de) (intérim)                         | 1359  | 1360 | Il sert au départ comme commandant de Windau puis comme maréchal de terres. Il remplace Herreke pendant moins d'un an. Il meurt pendant une campagne en Lituanie. |
|          | Arnold de Vitinghove                                         | 1360  | 1364 | Il assiège Kaunas et occupe la ville. |
|          | Andreas von Steinberg (de) (intérim)                         | 1364  | 1364 | |
|          | Wilhelm von Friemersheim (de)                                | 1364  | 1385 | |
|          | Robin von Eltz                                               | 1385  | 1388 | |
|          | Johann von Ohle                                              | 1388  | 1389 | |
|          | Wennemar von Brüggenei                                       | 1389  | 1401 | |
|          | Bernhard Hövelmann (intérim)                                 | 1401  | 1401 | |
|          | Conrad de Vitinghove                                         | 1401  | 1413 | |
|          | Dietrich Tork                                                | 1413  | 1415 | |
|          | Siegfried Lander von Spanheim (de)                           | 1415  | 1424 | |
|          | Dietrich Kra (intérim)                                       | 1424  | 1424 | |
|          | Cisse von dem Rutenberg                                      | 1424  | 1433 | |
|          | Frank von Kirskorf                                           | 1434  | 1435 | Il commence son ascension au sein de l’ordre de Livonie avec des postes tels que commandant de Leal et bailli de Karkus, mais il atteint ensuite le poste prestigieux de maréchal des terres. |
|          | Heinrich von Böckenförde (de)                                | 1435  | 1437 | |
|          | Gottfried von Rodenberg (de) (intérim)                       | 1437  | 1438 | |
|          | Heinrich Vincke von Overberg (intérim de 1438 à 1439)        | 1438  | 1450 | |
|          | Gotthard von Plettenberg (intérim)                           | 1450  | 1450 | |
|          | Johann von Mengede (de)                                      | 1450  | 1469 | |
|          | Johann von Kriekenbeck (intérim)                             | 1469  | 1470 | |
|          | Johann Wolthus von Herse                                     | 1470  | 1471 | Il commence sa carrière au sein de l'ordre de Livonie en tant que bailli de la forteresse de Narva de 1459 à 1463, puis commandeur de Marienburg de 1466 à 1468, ensuite commandeur du fort de Reval de 1468 à 1470. En tant que maître de Livonie, il mène une politique visant à améliorer les relations avec Novgorod. Il est jugé et emprisonné jusqu'à sa mort pour s'être opposé au chapitre général de l'ordre. |
|          | Bernhard von der Borch (de) (intérim de 1471 à 1472)         | 1471  | 1483 | |
|          | Johann Freitag von Loringhoven (de) (intérim de 1483 à 1485) | 1483  | 1494 | |
|          | Wolter von Plettenberg                                       | 1494  | 1535 | Il est maréchal de Livonie de 1489 à 1494. Il devient cette même deuxième année maître de Livonie. Après la sécularisation de l'Ordre Teutonique, l'ordre de Livonie subsiste indépendamment des chevaliers Teutoniques. Plettenberg refuse de se convertir au luthéranisme,. |
|          | Hermann von Brüggenei (de)                                   | 1535  | 1549 | Il a eu un règne paisible dû à une paix de 20 ans avec les Russes et des relations amicales avec l'archevêché de Riga. Il soutient l'église catholique de Rome contre la Réforme protestante. |
|          | Johann von der Recke (de)                                    | 1549  | 1551 | |
|          | Heinrich von Galen (de)                                      | 1551  | 1557 | |
|          | Johann Wilhelm von Fürstenberg                               | 1557  | 1559 | L'ordre entre dans la guerre de Livonie. |
|          | Gotthard Kettler                                             | 1559  | 1561 | Gotthard Kettler se convertit au luthéranisme et sécularise à son tour l'ordre qu'il dirige, mais ne peut prendre qu'une petite partie du territoire, le duché de Courlande. La plus grande partie du territoire forme le duché de Livonie attribué au grand-duché de Lituanie, tandis que le duché d'Estonie est remis à la Suède.                                                                                    |